# I fratelli Tanner
I fratelli Tanner è un romanzo dello scrittore svizzero di lingua tedesca Robert Walser, pubblicato presso Bruno Cassirer nel 1907.
Scritto in 18 capitoli l'anno precedente, il romanzo racconta di Simon Tanner, un giovane visto come alter ego dello scrittore, di sua sorella Hedwig e dei suoi tre fratelli (Klaus, Kaspar, Emil), di una ragazza sposata di nome Klara Agappaia, ma soprattutto del protagonista, con le sue fantasticherie, i lavori saltuari che abbandona con disinvoltura, i discorsi fatti in giro, le passeggiate, le lettere pompose che si decide a scrivere e non sempre finisce, gli incontri vissuti con ironia e delicatezza, e gli entusiasmi da nullafacente felice, nella tradizione del buono a nulla di Eichendorff.
Nel romanzo, a un certo punto, Simon trova un uomo riverso nella neve, allo stesso modo come 50 anni dopo l'autore stesso sarà ritrovato morto.

## Edizione italiana
- trad. di Vittoria Rovelli Ruberl, Adelphi (collana Biblioteca Adelphi n. 72), Milano 1977 ISBN 9788845916427